# Moberly River
Der Moberly River ist ein ca. 165 km langer rechter Nebenfluss des Peace River im Peace River Regional District im Nordosten der kanadischen Provinz British Columbia. Benannt wurde der Fluss nach Henry John Moberly (1835–1931) von der Hudson’s Bay Company benannt, der 1859 Leiter der Handelsniederlassung Jasper House war.

## Flusslauf
Der Moberly River entspringt südöstlich vom Williston Lake in den Hart Ranges in den östlichen Ausläufern der Kanadischen Rocky Mountains auf einer Höhe von etwa 1500 m. Von dort fließt er anfangs 60 km in überwiegend östlicher Richtung durch das Bergland. Anschließend durchfließt er den 14 km langen Moberly Lake. Er verlässt diesen an dessen Ostende und fließt noch weitere 93 km, anfangs in Richtung Nordnordost, später in Richtung Ostnordost, bevor er schließlich 6 km südwestlich der Stadt Fort St. John in den Peace River mündet. Weiter südlich verläuft der Pine River.

## Hydrologie
Der Moberly River entwässert ein Areal von etwa 1800 km². Am Pegel 37 km oberhalb der Mündung beträgt der mittlere Abfluss 11,6 m³/s. Gewöhnlich treten im Juni die größten Abflüsse auf.